# Rallye du Portugal 1979
Le Rallye du Portugal 1979 (13º Rallye de Portugal Vinho do Porto), disputé du 6 au 11 mars 1979, est la soixante-sixième manche du championnat du monde des rallyes (WRC) courue depuis 1973, et la troisième manche du championnat du monde des rallyes 1979.

## Contexte avant la course

### Le championnat du monde
Ayant succédé en 1973 au championnat international des marques (en vigueur de 1970 à 1972), le championnat du monde des rallyes s'appuie sur les plus célèbres épreuves routières internationales, telles le Rallye Monte-Carlo, le Safari ou le RAC Rally. Parallèlement au championnat des constructeurs, la Commission Sportive Internationale (CSI) a cette année introduit un championnat du monde des pilotes en remplacement de la controversée Coupe des conducteurs qui incluait également des épreuves de second plan. Le calendrier 1979 comprend douze manches (dont huit européennes), réservées aux voitures des catégories suivantes :
- Groupe 1 : voitures de tourisme de série
- Groupe 2 : voitures de tourisme spéciales
- Groupe 3 : voitures de grand tourisme de série
- Groupe 4 : voitures de grand tourisme spéciales

Fiat (tenant du titre) et Ford sont les principaux protagonistes de la saison 1979, les autres constructeurs impliqués au niveau mondial tels Datsun, Peugeot, Renault ou Toyota limitant leurs engagements aux épreuves leur offrant des retombées commerciales importantes. Ford n'a cependant pas inscrit le Safari à son programme, alors qu'au contraire Fiat a renoncé à disputer la manche portugaise afin de préparer activement la grande épreuve africaine.
Bien que non engagées officiellement, certaines marques (telles Lancia ou Porsche) sont cependant bien représentées au niveau mondial grâce aux écuries privées ; c'est d'ailleurs la Lancia Stratos de l'écurie Chardonnet, pilotée par Bernard Darniche, qui s'est imposée lors du dernier Rallye Monte-Carlo.

### L'épreuve

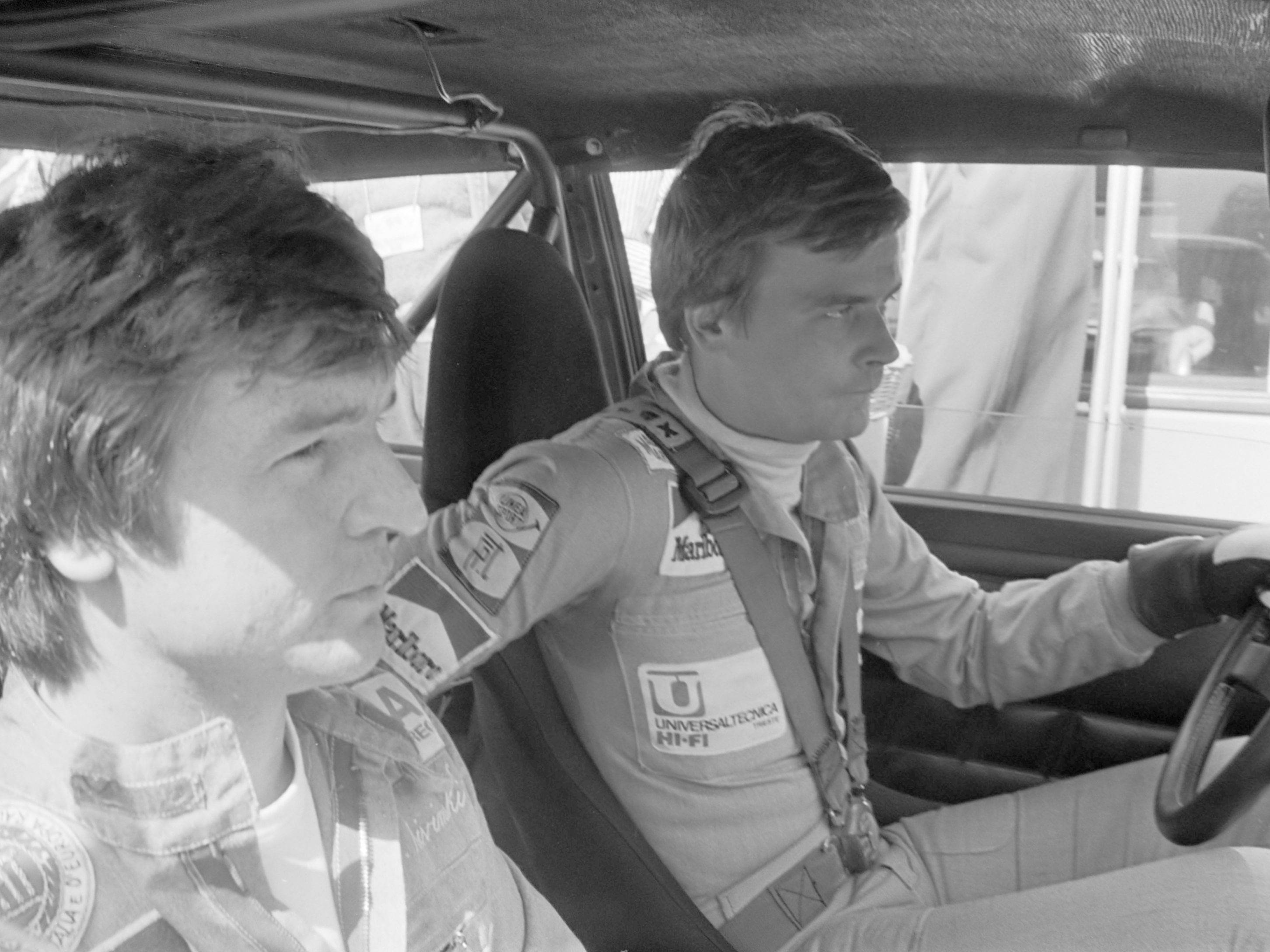
L’équipage Alén - Kivimäki, trois fois victorieux de l'épreuve entre 1975 et 1978.

Épreuve relativement récente dans l'histoire de la compétition routière (la première édition eut lieu en 1967), le rallye du Portugal figure depuis 1973 au calendrier du championnat du monde. Réputée pour son organisation sans faille sous l'égide de son créateur César Torrès, la manche portugaise propose un parcours sélectif et varié, alternant pistes de terre et routes goudronnées. Depuis 1974, le parcours de concentration au départ de grandes villes européennes a été supprimé, le premier choc pétrolier ayant entraîné cette réduction drastique de la distance à parcourir. Fort de trois succès en 1975, 1977 et 1978, tous acquis sur Fiat, le pilote finlandais Markku Alén détient le record de victoires de cette épreuve.

## Le parcours
- vérifications techniques : 6 mars 1979 à Estoril
- départ : 7 mars 1979 d'Estoril
- arrivée : 11 mars 1979 à Estoril
- distance : 2665,7 km dont 737,5 km sur 45 épreuves spéciales
- surface : asphalte et terre
- Parcours divisé en quatre étapes[3]

### Première étape
- Estoril - Póvoa de Varzim, du 7 au 8 mars
- distance : 885 km dont 212 km sur 12 épreuves spéciales

### Deuxième étape
- Póvoa de Varzim - Póvoa de Varzim, le 8 mars
- distance : 409 km dont 121 km sur 6 épreuves spéciales

### Troisième étape
- Póvoa de Varzim - Estoril, du 9 au 10 mars
- distance : 1 084 km dont 316,5 km sur 15 épreuves spéciales

### Quatrième étape
- Estoril - Estoril, du 10 au 11 mars
- distance : 287,7 km dont 88 km sur 12 épreuves spéciales

## Les forces en présence
- Ford

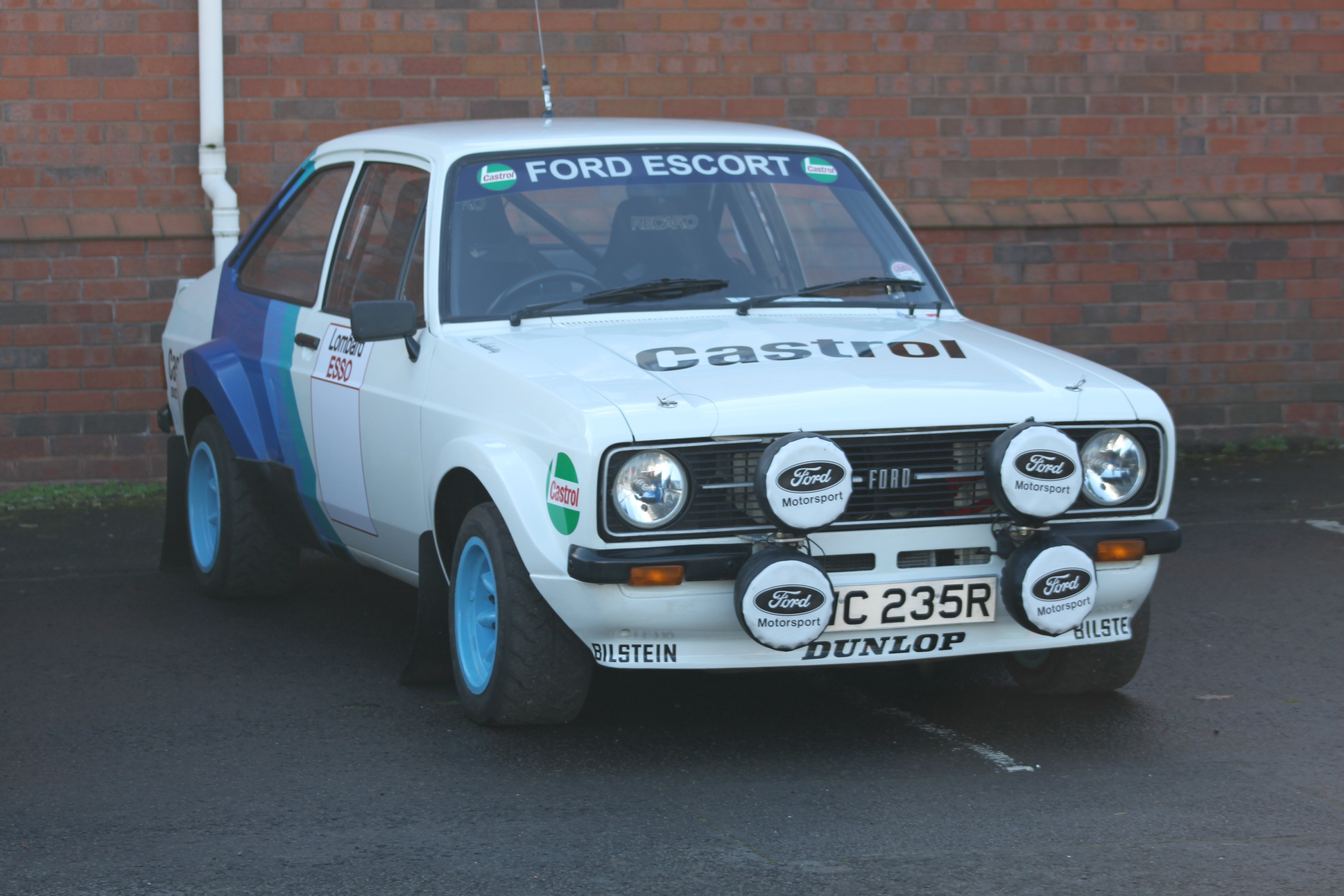
Les Escort RS1800 groupe 4 sont les favorites de la course.

En l'absence de l'équipe officielle Fiat, les Ford sont les favorites logiques de la course. Trois Escort RS1800 groupe 4 (1000 kg, moteur deux litres seize soupapes alimenté par injection, environ 270 chevaux) sont aux mains de Björn Waldegård, Hannu Mikkola et Ari Vatanen. Ce dernier n'est pas au mieux de sa forme au moment du départ, souffrant de vives douleurs à la colonne vertébrale. Les trois pilotes disposent de pneumatiques Dunlop. Disposant d'une Escort RS2000 de série, le pilote portugais Carlos Torres a toutes les chances de s'imposer en groupe 1.
- Datsun

Le Team Datsun Europe avait engagé deux berlines 160J PA10 groupe 2 pour Andy Dawson et John Haugland, mais ce dernier a dû renoncer à l'épreuve, la voiture dont il devait initialement disposer disputant alors le Rallye du Koweit aux mains de Shekhar Mehta. Dawson pilote la voiture utilisée par Harry Källström au dernier Rallye de l'Acropole, dont la puissance a été ramenée à 170 chevaux. Tout comme les Ford, les Datsun officielles sont équipées de pneus Dunlop.
- Lancia

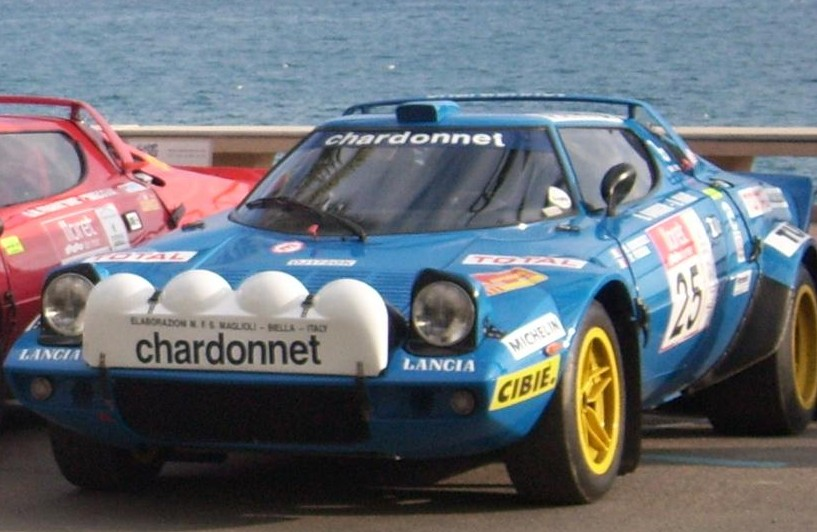
Une Lancia Stratos aux couleurs de l'écurie Chardonnet.

Bernard Darniche dispose d'une Stratos HF groupe 4 version terre engagée par André Chardonnet. Cette voiture d'environ 950 kg est animée par un moteur V6 monté en position centrale arrière, d'une cylindrée 2400 cm3 et développant 270 chevaux. L'année précédente, Darniche avait animé le début de course au volant de cette même voiture. L'équipe utilise des pneus Michelin.
- Opel

Tout comme en Suède, Anders Kulläng dispose d'un coupé Kadett GT/E groupe 2 du Dealer Team Holland, à moteur deux litres de 195 chevaux, avec une nouvelle carrosserie renforcée. Comme Darniche, Kulläng utilise des pneus Michelin. Parmi les nombreuses voitures de la marque engagées par des équipes privées, on note la présence des pilotes locaux Carlos Peres et Joaquim Santos, également sur Kadett groupe 2.
- Toyota

Ove Andersson, patron du 'Toyota Team Europe', pilote un des deux coupés Celica RA40 groupe 2 engagés, le second étant confié à Jean-Luc Thérier. Ces voiture d'une tonne sont équipés d'un moteur quatre cylindres deux litres à injection développant 180 chevaux à 7300 tr/min et disposent de pneus Pirelli.
- Audi

Audi Motorsport a engagé deux 80 GLE à carrosserie deux portes. Ces voitures de 900 kg sont des tractions, disposant d'un moteur quatre cylindres de 1600 cm3 avec injection mécanique Bosch donné pour 160 chevaux à 7600 tr/min. Dans cette version deux portes, la voiture n'est pas encore homologuée en groupe 2, aussi les pilotes Harald Demuth et Freddy Kottulinsky sont ils inscrits en groupe 4. Ils utilisent des pneus Pirelli.
- Porsche

Au volant d'une Carrera RS de série, le pilote allemand Emil Vogt est le seul concurrent du groupe 3. Habitués de l'épreuve, les pilotes privés Américo Nunes Carrera 3.0 et José Gonçalves (Carrera RS) représentent le constructeur de Stuttgart en groupe 4.
- Vauxhall

GM Portugal a engagé une Chevette HSR groupe 4 (1020 kg, quatre cylindres, 2300 cm3, double arbre à cames en tête, environ 230 chevaux) pour le pilote local Manuel Queirós Pereira, courant sous le pseudonyme 'Mêqêpê'.

## Déroulement de la course

### Première étape

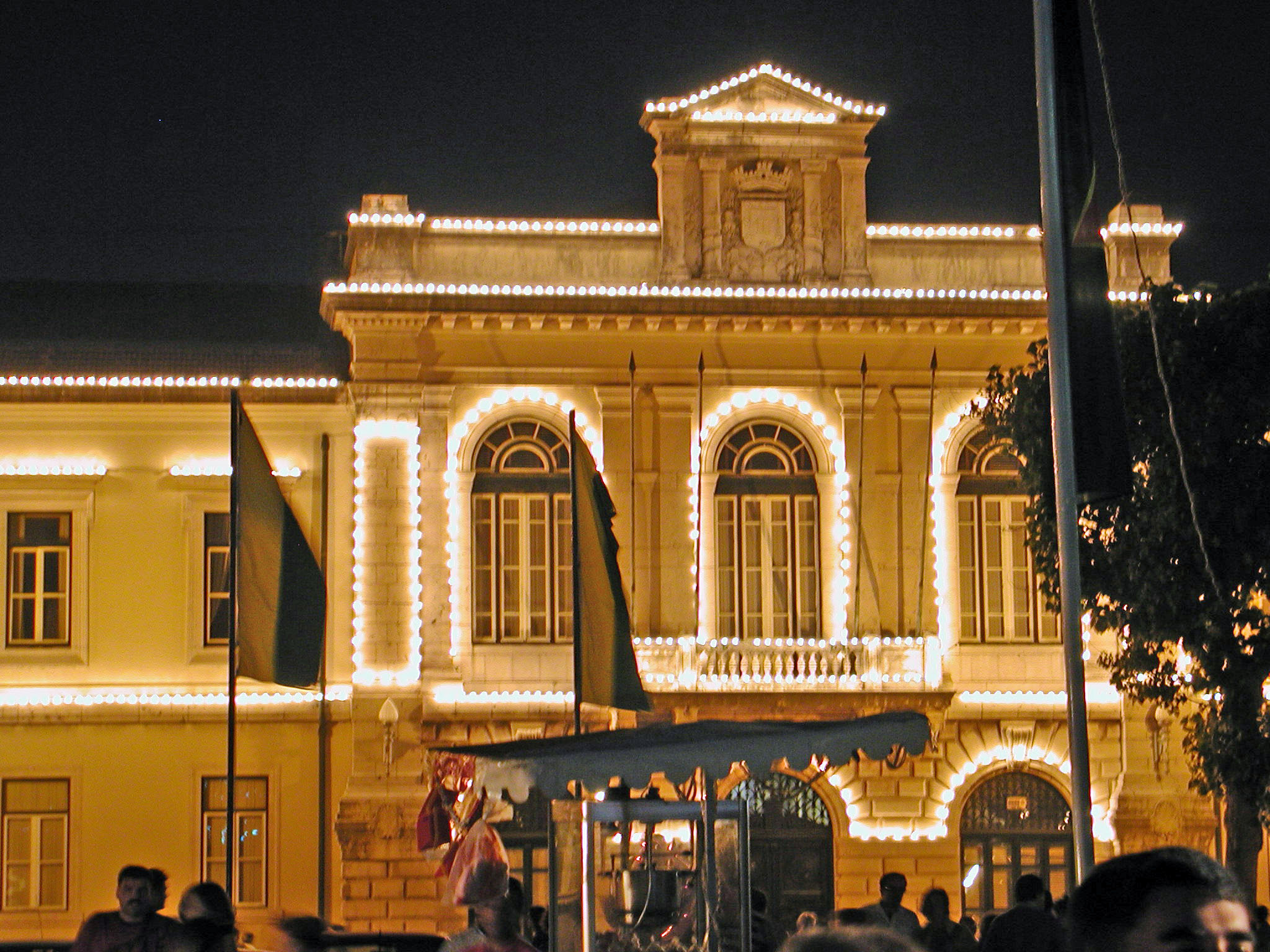
Le premier regroupement a lieu à Figueira da Foz. La Lancia de Darniche occupe alors la tête de la course.

Les 91 équipages s'élancent d'Estoril le mercredi en direction de Póvoa de Varzim, sous un ciel gris avec pluies éparses. Les deux premières épreuves se déroulent sur asphalte et Bernard Darniche exploite pleinement le potentiel de sa Lancia Stratos, se montrant chaque fois le plus rapide. Après seulement onze kilomètres chronométrés, il compte déjà dix-neuf secondes d'avance sur l'Opel groupe 2 d'Anders Kulläng, suivie de près par les Ford Escort d'Hannu Mikkola et Björn Waldegård et les Toyota de Jean-Luc Thérier et Ove Andersson. Sur la troisième Escort, Ari Vatanen compte déjà plus de six minutes de retard, ayant été retardé par un câble d'accélérateur cassé juste après le départ. Le premier secteur sur terre est favorable aux Ford : Mikkola réalise le meilleur temps devant son coéquipier Waldegård et revient à treize secondes de Darniche qui a bien limité les dégâts sur ce parcours défoncé. Souffrant du dos depuis les reconnaissances, Vatanen ne parvient pas à adopter un rythme rapide et va renoncer après la spéciale suivante de São Pedro de Moel, où Darniche parvient à devancer tous les spécialistes du pilotage sur piste. En groupe 2, la lutte est très serrée entre Kulläng et Thérier, à égalité, quatrièmes du classement général, tandis que la vedette locale Carlos Torres domine très largement le groupe 1 sur sa Ford Escort.
Après une courte pause à Figueira da Foz, les équipages reprennent la piste et Darniche continue son festival, remportant les trois spéciales suivantes. À l'issue du secteur de Candosa, il compte trente-deux secondes d'avance sur Mikkola et soixante-douze sur Waldegård, les deux favoris de l'épreuve. Les espoirs du pilote français vont cependant être de courte durée : un kilomètre après le départ du long secteur d'Arganil, la Lancia Stratos s'immobilise, un court-circuit au niveau de l'ampèremètre mettant un terme à la démonstration. Mikkola prend la tête avec plus d'une minute de marge sur son coéquipier Waldegård, désormais le seul, sauf incident, à pouvoir lui contester la victoire. Derrière, la lutte est toujours aussi serrée en groupe 2 entre Thérier et Kulläng, respectivement troisième et quatrième du classement général, seulement séparés d'une seconde. Kulläng profite d'un point d'assistance pour faire monter un pont à démultiplication plus courte, mais le remplacement ne se passe pas très bien et dans la dixième spéciale le pilote suédois doit renoncer, transmission bloquée. Mikkola rallie Póvoa de Varzim avec une avance légèrement accrue. Les deux Ford devancent les deux Toyota de Thérier et Andersson, nettement en tête du groupe 2, leur principal adversaire Andy Dawson (Datsun) accusant déjà un quart d'heure de retard sur l'homme de tête. Très impressionnant au volant de son Escort de série, Torres pointe à la sixième place, à seulement une minute de Dawson, devançant nettement les deux Audi d'Harald Demuth et Freddy Kottulinsky.
| Pos. | Pilote             | Copilote          | Voiture               | Groupe | Temps           | Écart         |
| ---- | ------------------ | ----------------- | --------------------- | ------ | --------------- | ------------- |
| 1    | Hannu Mikkola      | Arne Hertz        | Ford Escort RS1800    | 4      | 2 h 34 min 50 s |               |
| 2    | Björn Waldegård    | Hans Thorszelius  | Ford Escort RS1800    | 4      | 2 h 36 min 18 s | + 1 min 28 s  |
| 3    | Jean-Luc Thérier   | Michel Vial       | Toyota Celica 2000 GT | 2      | 2 h 42 min 23 s | + 7 min 33 s  |
| 4    | Ove Andersson      | Henry Liddon      | Toyota Celica 2000 GT | 2      | 2 h 44 min 12 s | + 9 min 22 s  |
| 5    | Andy Dawson        | Martin Holmes     | Datsun 160J PA10      | 2      | 2 h 50 min 01 s | + 15 min 11 s |
| 6    | Carlos Torres      | Pedro de Almeida  | Ford Escort RS2000    | 1      | 2 h 51 min 10 s | + 16 min 20 s |
| 7    | Harald Demuth      | Arwed Fischer     | Audi 80 GLE           | 4      | 2 h 54 min 11 s | + 19 min 21 s |
| 8    | Freddy Kottulinsky | Michael Schwägerl | Audi 80 GLE           | 4      | 3 h 01 min 24 s | + 26 min 34 s |
| 9    | Américo Nunes      | António Morais    | Porsche Carrera       | 4      | 3 h 03 min 42 s | + 28 min 52 s |
| 10   | José Gonçalves     | Miguel Oliveira   | Porsche Carrera RS    | 4      | 3 h 11 min 12 s | + 36 min 22 s |
| 11   | Alain Coppier      | Josépha Laloz     | Peugeot 104 ZS        | 2      | 3 h 11 min 51 s | + 37 min 01 s |
| 12   | Emil Vogt          | Peter Witte       | Porsche Carrera RS    | 3      | 3 h 12 min 01 s | + 37 min 11 s |

### Deuxième étape
Les concurrents rescapés repartent le jeudi après-midi pour une boucle de quatre cents kilomètres autour de Póvoa de Varzim. Malgré quelques problèmes de pression d'huile et de transmission sur la voiture de Waldegård, les deux Ford dominent nettement et gardent l'avantage, Mikkola portant son avance sur son coéquipier à plus de deux minutes malgré une crevaison dans la dernière épreuve spéciale. Ce secteur a été fatal à Thérier : alors que des problèmes de roulement l'avaient fait rétrograder derrière son coéquipier Andersson, c'est finalement un moteur explosé qui va mettre fin à la course du pilote normand. Au terme de la première moitié de la course, les positions semblent déjà acquises, le seul enjeu restant la position de Torres, formidable cinquième, qui espère ravir la quatrième place à Dawson. Huitième sur sa Porsche à l'issue de cette seconde étape, le pilote local Nunes ne sera pas autorisé à repartir le lendemain, mis hors-course pour avoir emprunté un raccourci dans le secteur de Ponte de Lima.
| Pos. | Pilote             | Copilote          | Voiture               | Groupe | Temps           | Écart             |
| ---- | ------------------ | ----------------- | --------------------- | ------ | --------------- | ----------------- |
| 1    | Hannu Mikkola      | Arne Hertz        | Ford Escort RS1800    | 4      | 4 h 12 min 54 s |                   |
| 2    | Björn Waldegård    | Hans Thorszelius  | Ford Escort RS1800    | 4      | 4 h 15 min 05 s | + 2 min 11 s      |
| 3    | Ove Andersson      | Henry Liddon      | Toyota Celica 2000 GT | 2      | 4 h 24 min 30 s | + 11 min 36 s     |
| 4    | Andy Dawson        | Martin Holmes     | Datsun 160J PA10      | 2      | 4 h 38 min 22 s | + 25 min 28 s     |
| 5    | Carlos Torres      | Pedro de Almeida  | Ford Escort RS2000    | 1      | 4 h 39 min 55 s | + 27 min 01 s     |
| 6    | Harald Demuth      | Arwed Fischer     | Audi 80 GLE           | 4      | 4 h 41 min 50 s | + 28 min 56 s     |
| 7    | Freddy Kottulinsky | Michael Schwägerl | Audi 80 GLE           | 4      | 4 h 49 min 26 s | + 36 min 32 s     |
| 8    | Américo Nunes      | António Morais    | Porsche Carrera       | 4      | 4 h 53 min 53 s | + 40 min 59 s     |
| 9    | José Gonçalves     | Miguel Oliveira   | Porsche Carrera RS    | 4      | 5 h 07 min 38 s | + 54 min 44 s     |
| 10   | Inverno Amaral     | Luis Calafate     | Ford Escort RS2000    | 2      | 5 h 07 min 52 s | + 54 min 58 s     |
| 11   | Alain Coppier      | Josépha Laloz     | Peugeot 104 ZS        | 2      | 5 h 13 min 04 s | + 1 h 00 min 10 s |
| 12   | Joaquim Santos     | Albino Tristão    | Opel Kadett GT/E      | 2      | 5 h 15 min 50 s | + 1 h 02 min 56 s |

### Troisième étape
Avec près de onze cents kilomètres à parcourir, la troisième étape est la plus longue. Les concurrents repartent de Póvoa de Varzim le vendredi matin et doivent rallier Estoril le lendemain midi. Les positions étant acquises, le rythme des pilotes n'est pas très élevé, hormis pour Torres qui commence par grappiller quelques secondes à Dawson avant qu'une crevaison ne freine son élan. Le pilote portugais se trouve alors sous la menace de Demuth, qui va le déposséder de la cinquième place peu après, mais à l'arrivée à Estoril Torres aura repris l'avantage pour une petite seconde. Mikkola et Waldegård sont toujours très largement en tête de la course, séparés de près de quatre minutes.
| Pos. | Pilote             | Copilote          | Voiture                | Groupe | Temps            | Écart             |
| ---- | ------------------ | ----------------- | ---------------------- | ------ | ---------------- | ----------------- |
| 1    | Hannu Mikkola      | Arne Hertz        | Ford Escort RS1800     | 4      | 8 h 13 min 46 s  |                   |
| 2    | Björn Waldegård    | Hans Thorszelius  | Ford Escort RS1800     | 4      | 8 h 13 min 46 s  | + 3 min 51 s      |
| 3    | Ove Andersson      | Henry Liddon      | Toyota Celica 2000 GT  | 2      | 8 h 34 min 11 s  | + 20 min 25 s     |
| 4    | Andy Dawson        | Martin Holmes     | Datsun 160J PA10       | 2      | 8 h 54 min 46 s  | + 41 min 00 s     |
| 5    | Carlos Torres      | Pedro de Almeida  | Ford Escort RS2000     | 1      | 9 h 03 min 26 s  | + 49 min 40 s     |
| 6    | Harald Demuth      | Arwed Fischer     | Audi 80 GLE            | 4      | 9 h 03 min 27 s  | + 49 min 41 s     |
| 7    | Freddy Kottulinsky | Michael Schwägerl | Audi 80 GLE            | 4      | 9 h 46 min 30 s  | + 1 h 32 min 44 s |
| 8    | Joaquim Santos     | Albino Tristão    | Opel Kadett GT/E       | 2      | 10 h 07 min 41 s | + 1 h 53 min 55 s |
| 9    | Jorge Ortigão      | Joaquim Bessa     | Opel Ascona SR         | 2      | 10 h 27 min 03 s | + 2 h 13 min 17 s |
| 10   | 'Jomaro'           | José Mariz        | Datsun 1600 SSS        | 2      | 10 h 41 min 19 s | + 2 h 27 min 33 s |
| 11   | Marques Baptista   | Isabel Baptista   | Opel Ascona SR         | 1      | 10 h 43 min 05 s | + 2 h 29 min 19 s |
| 12   | Ramiro Fernandes   | Aurélio Vieira    | Fiat 124 Abarth Spider | 4      | 10 h 51 min 17 s | + 2 h 37 min 31 s |

### Quatrième étape

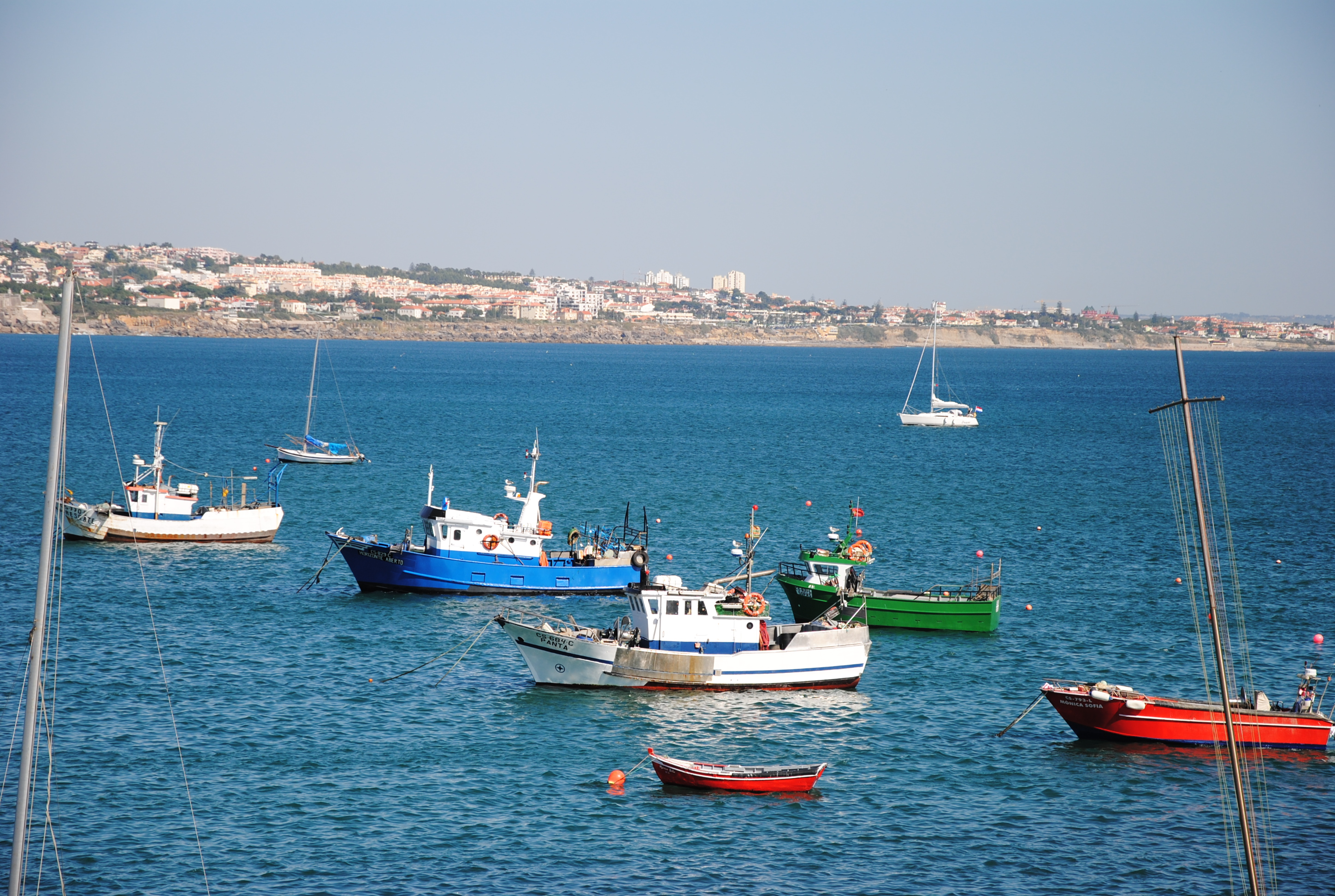
La dernière étape se déroule dans la région d'Estoril.

Les rescapés de l'épreuve repartent le samedi soir, pour une courte étape nocturne autour d'Estoril. La dernière étape comprend trois secteurs chronométrés à parcourir à quatre reprises. Les quatre premières places étant acquises, les meneurs ne prennent aucun risque. Derrière, Torres se fait déborder par Demuth mais récupère peu après sa cinquième place. Les positions ne changeront plus jusqu'à l'arrivée, Mikkola et Waldegård offrant le doublé à Ford qui conforte sa première place au classement provisoire du championnat. Troisième, Andersson s'adjuge le groupe 2 devant Dawson. Magnifique cinquième, Torres remporte haut la main le groupe 1, avec près de deux heures d'avance sur le second de cette catégorie ! Les Audi groupe 4 de Demuth et Kottulinsky, respectivement sixième et septième, sont battues par l'Escort de série, ayant connu une succession de petits problèmes mécaniques durant l'épreuve.

### Classements intermédiaires
Classements intermédiaires des pilotes après chaque épreuve spéciale

### Classement général

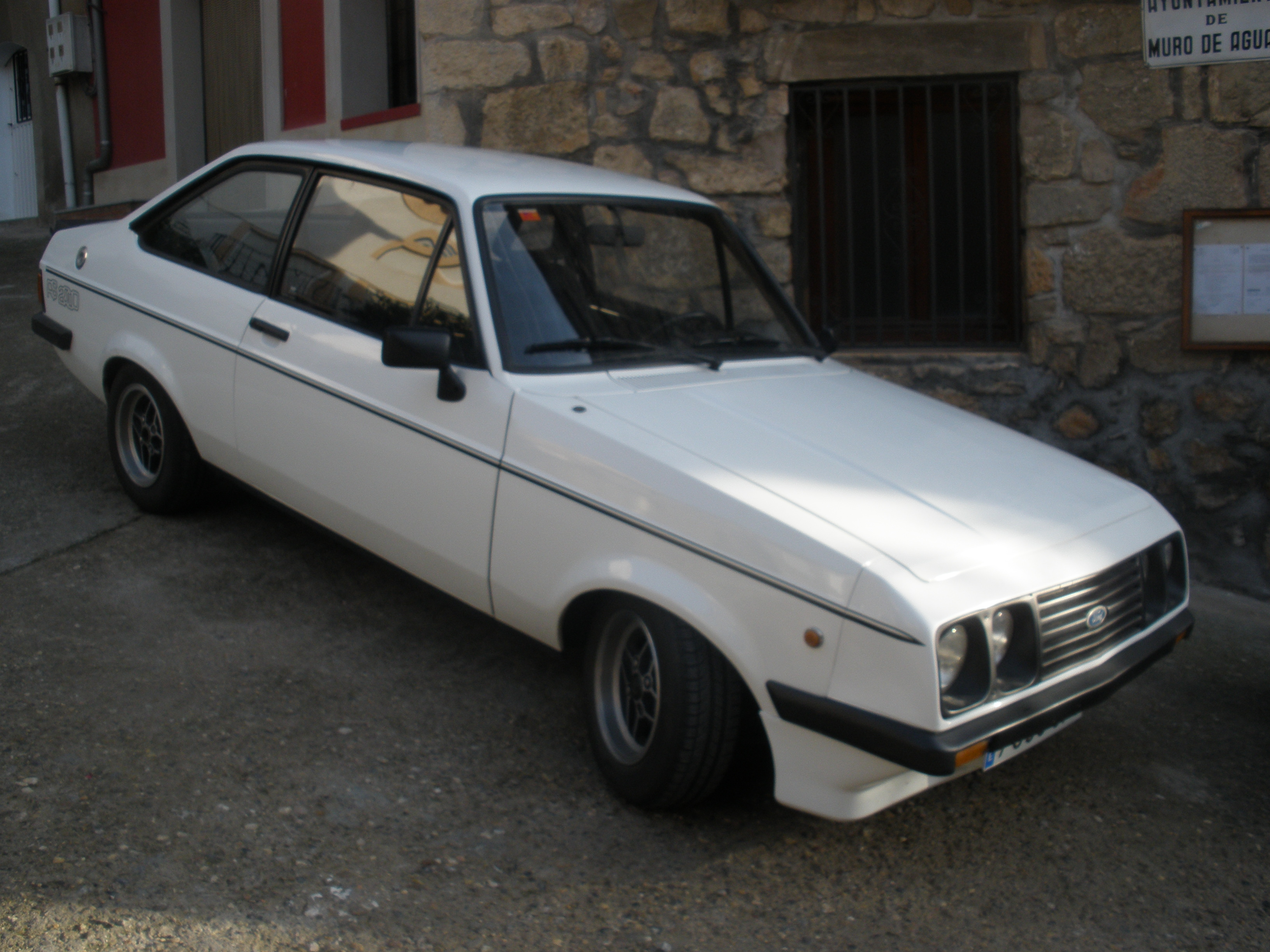
Succès total pour Ford qui réalise le doublé et s'adjuge aussi la victoire en groupe 1 grâce à Torres, cinquième sur une Escort RS2000 de série.

| Pos | No | Pilote             | Copilote          | Voiture               | Temps            | Écart             | Groupe |
| --- | -- | ------------------ | ----------------- | --------------------- | ---------------- | ----------------- | ------ |
| 1   | 1  | Hannu Mikkola      | Arne Hertz        | Ford Escort RS1800    | 9 h 13 min 52 s  |                   | 4      |
| 2   | 3  | Björn Waldegård    | Hans Thorszelius  | Ford Escort RS1800    | 9 h 16 min 36 s  | + 2 min 44 s      | 4      |
| 3   | 4  | Ove Andersson      | Henry Liddon      | Toyota Celica 2000 GT | 9 h 35 min 00 s  | + 21 min 08 s     | 2      |
| 4   | 11 | Andy Dawson        | Martin Holmes     | Datsun 160J PA10      | 10 h 01 min 37 s | + 47 min 45 s     | 2      |
| 5   | 10 | Carlos Torres      | Pedro de Almeida  | Ford Escort RS2000    | 10 h 05 min 49 s | + 51 min 57 s     | 1      |
| 6   | 16 | Harald Demuth      | Arwed Fischer     | Audi 80 GLE           | 10 h 06 min 37 s | + 52 min 45 s     | 4      |
| 7   | 14 | Freddy Kottulinsky | Michael Schwägerl | Audi 80 GLE           | 10 h 52 min 38 s | + 1 h 38 min 46 s | 4      |
| 8   | 21 | Joaquim Santos     | Albino Tristão    | Opel Kadett GT/E      | 11 h 32 min 10 s | + 2 h 18 min 18 s | 2      |
| 9   | 22 | Jorge Ortigão      | Joaquim Bessa     | Opel Ascona SR        | 11 h 44 min 58 s | + 2 h 31 min 06 s | 2      |
| 10  | 90 | Marques Baptista   | Isabel Baptista   | Opel Ascona SR        | 11 h 58 min 12 s | + 2 h 44 min 20 s | 1      |

### Hommes de tête
- ES1 à ES7 :  Bernard Darniche -  Alain Mahé (Lancia Stratos HF)
- ES8 à ES45 :  Hannu Mikkola -  Arne Hertz (Ford Escort RS1800)

### Vainqueurs d'épreuves spéciales
- Björn Waldegård -  Hans Thorszelius (Ford Escort RS1800) : 21 spéciales (ES 11, 12, 15, 18, 19, 22, 24, 26, 28 à 30, 34 à 39, 41, 43 à 45)
- Hannu Mikkola -  Arne Hertz (Ford Escort RS1800) : 19 spéciales (ES 3, 8 à 11, 13, 14, 17, 20 à 23, 25, 27, 31 à 33, 40, 42)
- Bernard Darniche -  Alain Mahé (Lancia Stratos HF) : 6 spéciales (ES 1, 2, 4 à 7)
- Jean-Luc Thérier -  Michel Vial (Toyota Celica 2000 GT) : 1 spéciale (ES 16)

## Résultats des principaux engagés
| No | Pilote             | Copilote              | Voiture                   | Groupe | Classement général                                     | Class. groupe |
| -- | ------------------ | --------------------- | ------------------------- | ------ | ------------------------------------------------------ | ------------- |
| 1  | Hannu Mikkola      | Arne Hertz            | Ford Escort RS1800        | 4      | 1er                                                    | 1er           |
| 2  | Bernard Darniche   | Alain Mahé            | Lancia Stratos HF         | 4      | ab. dans la 8e spéciale (court-circuit)                | -             |
| 3  | Björn Waldegård    | Hans Thorszelius      | Ford Escort RS1800        | 4      | 2e à 2 min 44 s                                        | 2e            |
| 4  | Ove Andersson      | Henry Liddon          | Toyota Celica 2000 GT     | 2      | 3e à 21 min 08 s                                       | 1er           |
| 5  | Ari Vatanen        | Peter Bryant          | Ford Escort RS1800        | 4      | ab. après la 4e spéciale (douleurs dorsales)           | -             |
| 6  | Anders Kulläng     | Bob de Jong           | Opel Kadett GT/E          | 2      | ab. dans la 10e spéciale (différentiel)                | -             |
| 7  | Jean-Luc Thérier   | Michel Vial           | Toyota Celica 2000 GT     | 2      | ab. dans la 18e spéciale (moteur)                      | -             |
| 8  | 'Mêqêpê'           | Miguel Vilar          | Vauxhall Chevette 2300 HS | 4      | ab. dans la 11e spéciale (court-circuit)               | -             |
| 10 | Carlos Torres      | Pedro de Almeida      | Ford Escort RS2000        | 1      | 5e à 51 min 57 s                                       | 1er           |
| 11 | Andy Dawson        | Martin Holmes         | Datsun 160J PA10          | 2      | 4e à 47 min 45 s                                       | 2e            |
| 12 | Giovanni Salvi     | António Cirne         | Ford Escort RS2000        | 2      | ab. dans la 10e spéciale (demi-arbre)                  | -             |
| 14 | Freddy Kottulinsky | Michael Schwägerl     | Audi 80 GLE               | 4      | 7e à 1 h 38 min 46 s                                   | 4e            |
| 15 | Jean-Paul Luc      | Bernard Martin-Dondoz | Citroën CX 2400           | 2      | ab. dans la 4e spéciale (joint de culasse)             | -             |
| 16 | Harald Demuth      | Arwed Fischer         | Audi 80 GLE               | 4      | 6e à 52 min 45 s                                       | 3e            |
| 17 | Carlos Peres       | José Peres            | Opel Kadett GT/E          | 2      | ab. dans la 12e spéciale (sortie de route)             | -             |
| 18 | Américo Nunes      | António Morais        | Porsche Carrera           | 4      | ab. après l'arrivée de la deuxième étape (disqualifié) | -             |
| 19 | Emil Vogt          | Peter Witte           | Porsche Carrera RS        | 3      | ab. dans la 15e spéciale (suspension)                  | -             |
| 20 | Joaquim Moutinho   | Miguel Sottomayor     | Ford Escort RS2000        | 2      | ab. dans la 11e spéciale (direction)                   | -             |
| 21 | Joaquim Santos     | Albino Tristão        | Opel Kadett GT/E          | 2      | 8e à 2 h 18 min 18 s                                   | 3e            |
| 22 | Jorge Ortigão      | Joaquim Bessa         | Opel Ascona SR            | 2      | 9e à 2 h 31 min 06 s                                   | 4e            |
| 27 | Alain Coppier      | Josépha Laloz         | Peugeot 104 ZS            | 2      | ab. dans la 20e spéciale (moteur)                      | -             |
| 37 | Inverno Amaral     | Luis Calafate         | Ford Escort RS2000        | 2      | ab. dans la 30e spéciale (accident)                    | -             |
| 43 | José Gonçalves     | Miguel Oliveira       | Porsche Carrera RS        | 4      | ab. dans la 24e spéciale (accident)                    | -             |
| 52 | 'Jomaro'           | José Mariz            | Datsun 1600 SSS           | 2      | ab. dans la 45e spéciale (moteur)                      | -             |
| 55 | Ramiro Fernandes   | Aurélio Vieira        | Fiat 124 Abarth Spider    | 4      | 11e à 2 h 44 min 54 s                                  | 5e            |
| 90 | Marques Baptista   | Isabel Baptista       | Opel Ascona SR            | 1      | 10e à 2 h 44 min 20 s                                  | 2e            |

## Classements des championnats à l'issue de la course

### Constructeurs
- attribution des points : 10, 9, 8, 7, 6, 5, 4, 3, 2, 1 respectivement aux dix premières marques de chaque épreuve, additionnés de 8, 7, 6, 5, 4, 3, 2, 1 respectivement aux huit premières de chaque groupe (seule la voiture la mieux classée de chaque constructeur marque des points). Les points de groupe ne sont attribués qu'aux concurrents ayant terminé dans les dix premiers au classement général.
- seuls les sept meilleurs résultats (sur douze épreuves) sont retenus pour le décompte final des points.

| Pos. | Marque   | Points | M-C  | SUE  | POR  | SAF | ACR | NZL | FIN | QUE | SAN | COR | RAC | BAN |
| ---- | -------- | ------ | ---- | ---- | ---- | --- | --- | --- | --- | --- | --- | --- | --- | --- |
| 1    | Ford     | 50     | 9+7  | 9+7  | 10+8 |     |     |     |     |     |     |     |     |     |
| 2    | Fiat     | 26     | 8+6  | 7+5  | -    |     |     |     |     |     |     |     |     |     |
| 3    | Datsun   | 22     | -    | 2+6  | 7+7  |     |     |     |     |     |     |     |     |     |
| 3=   | Opel     | 22     | -    | 5+8  | 3+6  |     |     |     |     |     |     |     |     |     |
| 5    | Lancia   | 18     | 10+8 | -    | -    |     |     |     |     |     |     |     |     |     |
| 5=   | Saab     | 18     | -    | 10+8 | -    |     |     |     |     |     |     |     |     |     |
| 7    | Toyota   | 16     | -    | -    | 8+8  |     |     |     |     |     |     |     |     |     |
| 8    | Vauxhall | 14     | -    | 8+6  | -    |     |     |     |     |     |     |     |     |     |
| 9    | Audi     | 11     | -    | -    | 5+6  |     |     |     |     |     |     |     |     |     |
| 9=   | Renault  | 11     | 3+8  | -    | -    |     |     |     |     |     |     |     |     |     |
| 11   | Porsche  | 8      | 5+3  | -    | -    |     |     |     |     |     |     |     |     |     |
| 12   | Volvo    | 6      | -    | 1+5  | -    |     |     |     |     |     |     |     |     |     |

### Pilotes
- attribution des points : 20, 15, 12, 10, 8, 6, 4, 3, 2, 1 respectivement aux dix premiers de chaque épreuve.
- seuls les sept meilleurs résultats (sur douze épreuves) sont retenus pour le décompte final des points.

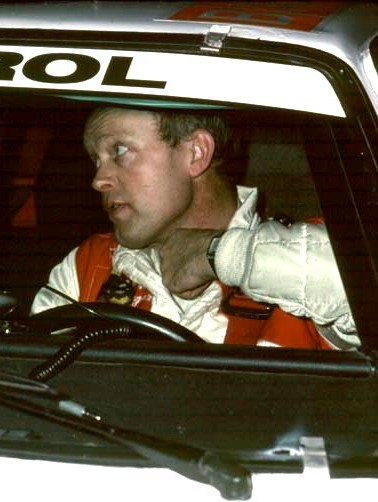
A l'issue de la troisième manche, Björn Waldegård conserve la tête du classement provisoire du championnat.

| Pos. | Pilote              | Marque   | Points | M-C | SUE | POR | SAF | ACR | NZL | FIN | QUE | SAN | COR | RAC | BAN |
| ---- | ------------------- | -------- | ------ | --- | --- | --- | --- | --- | --- | --- | --- | --- | --- | --- | --- |
| 1    | Björn Waldegård     | Ford     | 45     | 15  | 15  | 15  |     |     |     |     |     |     |     |     |     |
| 2    | Hannu Mikkola       | Ford     | 36     | 8   | 8   | 20  |     |     |     |     |     |     |     |     |     |
| 3    | Markku Alén         | Fiat     | 22     | 12  | 10  | -   |     |     |     |     |     |     |     |     |     |
| 4    | Bernard Darniche    | Lancia   | 20     | 20  | -   | -   |     |     |     |     |     |     |     |     |     |
| 4=   | Stig Blomqvist      | Saab     | 20     | -   | 20  | -   |     |     |     |     |     |     |     |     |     |
| 6    | Pentti Airikkala    | Vauxhall | 12     | -   | 12  | -   |     |     |     |     |     |     |     |     |     |
| 6=   | Ove Andersson       | Toyota   | 12     | -   | -   | 12  |     |     |     |     |     |     |     |     |     |
| 8    | Jean-Claude Andruet | Fiat     | 10     | 10  | -   | -   |     |     |     |     |     |     |     |     |     |
| 8=   | Andy Dawson         | Datsun   | 10     | -   | -   | 10  |     |     |     |     |     |     |     |     |     |
| 10   | Carlos Torres       | Ford     | 8      | -   | -   | 8   |     |     |     |     |     |     |     |     |     |
| 11   | Jean-Pierre Nicolas | Porsche  | 6      | 6   | -   | -   |     |     |     |     |     |     |     |     |     |
| 11=  | Björn Johansson     | Opel     | 6      | -   | 6   | -   |     |     |     |     |     |     |     |     |     |
| 11=  | Harald Demuth       | Audi     | 6      | -   | -   | 6   |     |     |     |     |     |     |     |     |     |
| 14   | Michèle Mouton      | Fiat     | 4      | 4   | -   | -   |     |     |     |     |     |     |     |     |     |
| 14=  | Ola Stromberg       | Saab     | 4      | -   | 4   | -   |     |     |     |     |     |     |     |     |     |
| 14=  | Freddy Kottulinsky  | Audi     | 4      | -   | -   | 4   |     |     |     |     |     |     |     |     |     |
| 17   | Guy Fréquelin       | Renault  | 3      | 3   | -   | -   |     |     |     |     |     |     |     |     |     |
| 17=  | Lars Carlsson       | Opel     | 3      | -   | 3   | -   |     |     |     |     |     |     |     |     |     |
| 17=  | Joaquim Santos      | Opel     | 3      | -   | -   | 3   |     |     |     |     |     |     |     |     |     |
| 20   | Jacques Alméras     | Porsche  | 2      | 2   | -   | -   |     |     |     |     |     |     |     |     |     |
| 20=  | John Haugland       | Datsun   | 2      | -   | 2   | -   |     |     |     |     |     |     |     |     |     |
| 20=  | Jorge Ortigão       | Opel     | 2      | -   | -   | 2   |     |     |     |     |     |     |     |     |     |
| 23   | Ari Vatanen         | Ford     | 1      | 1   | -   | -   |     |     |     |     |     |     |     |     |     |
| 23=  | Sven-Inge Neby      | Volvo    | 1      | -   | 1   | -   |     |     |     |     |     |     |     |     |     |
| 23=  | Marques Baptista    | Opel     | 1      | -   | -   | 1   |     |     |     |     |     |     |     |     |     |